# Carl McVoy
Carl McVoy (3 januari 1931 - 3 januari 1992) was een Amerikaans pianist. Hij was een neef van Jerry Lee Lewis.
Hij nam in Nashville het liedje "You Are My Sunshine" op. Het werd in 1958 door het toen onlangs opgerichte platenlabel Hi Records als single uitgegeven. Op de B-kant hiervan stond het liedje "Tootsie", dat McVoy tijdens dezelfde opnamesessie had opgenomen met gitarist Chet Atkins. McVoy nam in 1958 ook het liedje "A Woman's Love" op, maar dat werd pas vele jaren later op verzamelalbums uitgegeven. Elvis Presley nam er in 1960 een cover van op, getiteld "Thrill of Your Love".
In 1959 was hij lid van het Bill Black Combo, waar indertijd naast Bill Black ook Reggie Young, Ace Cannon en Jerry Arnold deel van uitmaakten. Zij traden een keer playbackend op in The Dick Clark Show. Aan het eind van dezelfde aflevering bracht McVoy het kerstliedje "Jingle Bells" ten gehore. Hij nam ook in dat jaar muziek op bij Hi Records, zowel eigen muziek als sessiewerk voor andere artiesten. Hij werd in het Bill Black Combo vervangen door Bobby Emmons.
McVoy overleed op 61-jarige leeftijd ten gevolge van een hartaanval.